# حشره‌خوار کوتوله سومالیایی
 حشره‌خوار کوتوله سومالیایی (نام علمی: Crocidura nana) نام یک گونه از سرده حشره‌خوارهای دندان‌سفید است.